# Dariusz Kęcik
Dariusz Tadeusz Kęcik (ur. 2 listopada 1961) – polski okulista, profesor medycyny, kierownik Katedry i Kliniki Okulistyki I Wydziału Lekarskiego Warszawskiego Uniwersytetu Medycznego.

## Życiorys
Jest synem Tadeusza (profesora okulistyki). Dyplom lekarski zdobył na Akademii Medycznej w Warszawie.
Stopień doktorski uzyskał w 1993 roku na podstawie pracy "Reakcja źrenicy na światło w oku z odwarstwioną siatkówką" (promotorem była Krystyna Czechowicz-Janicka). Habilitował się w 2000 roku na podstawie oceny dorobku naukowego i pracy pod tytułem "Wybrane możliwości wykorzystania lasera holmowego w okulistyce: badania doświadczalne i kliniczne". W 2012 roku został mu nadany tytuł naukowy profesora nauk medycznych.
Należy do Polskiego Towarzystwa Okulistycznego. Swoje prace publikował w czasopismach krajowych i zagranicznych, m.in. w Klinice Ocznej.